# 海援隊

海援隊旗
二曳（にびき）と呼ばれていた

海援隊（かいえんたい）は、江戸時代後期の幕末に、土佐藩脱藩の浪士である坂本龍馬が中心となり結成した組織である。1867年（慶応3年）から1868年（慶応4年）までの間、私設海軍・貿易など、薩摩藩などからの資金援助も受け、近代的な株式会社に類似した組織、物資の運搬や貿易の仲介など商社活動としても評価されている。運輸、開拓、本藩の応援、射利、投機、教育（修行科目　政法・火技・航海・汽機・語学等）等、隊の自活運営、政治・商事活動をおこなった。出版も手掛け和英通韻伊呂波便覧、閑愁録、藩論などがある。中岡慎太郎が隊長となった陸援隊と併せて翔天隊と呼ばれる。
1865年（慶応元年）に結成された「亀山社中」（かめやましゃちゅう）が海援隊の前身とされ、通説では亀山社中も「商社」のような活動をしたとされてきた。しかし、2010年代以降は、「亀山社中」の実態（特に坂本龍馬の関与が史料上確認できない慶応2年前半まで）に関して従来の通説を修正・否定する見解が示されている（詳細後述）。
※以下、日付は旧暦（天保暦）である。

## 沿革

### 亀山社中

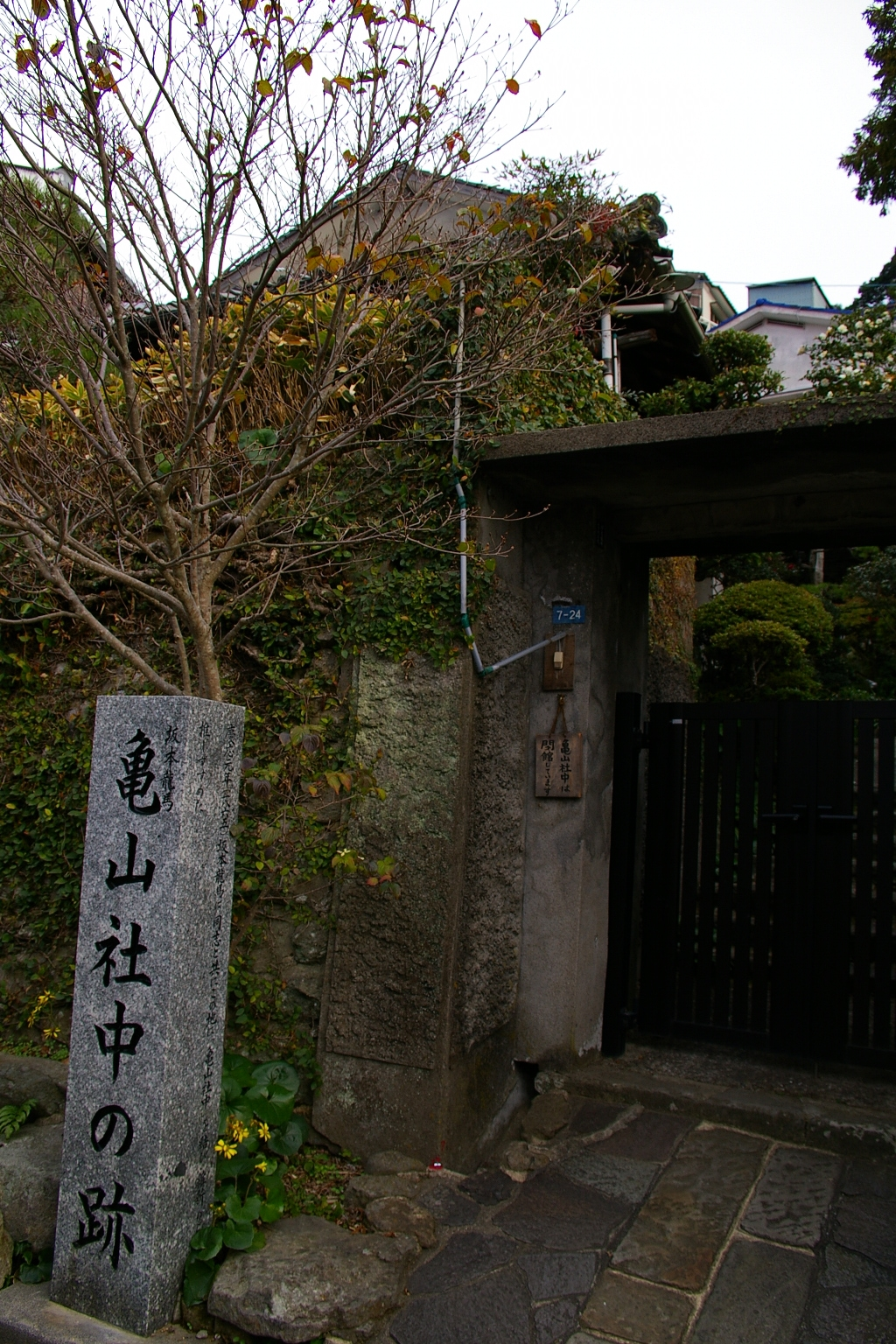
亀山社中（現亀山社中記念館）

従来の通説では、慶応元年閏5月（1865年6月 - 7月）、幕府機関である神戸海軍操練所の解散に伴い、薩摩藩や商人（長崎商人小曽根家など）の援助を得て長崎の亀山（現在の長崎市伊良林地区・北緯32度44分55.52秒 東経129度53分12.53秒 / 北緯32.7487556度 東経129.8868139度）において前身となる亀山社中が結成され、当初は貿易を行い交易の仲介や物資の運搬等で利益を得ながら、海軍、航海術の習得に努め、その一方で国事に奔走していたとされる。これは坂本龍馬が神戸海軍操練所時代に考えていた実践でもあり、目的はこれらの活動を通じて薩摩藩と長州藩の手を握らせることにもあったとされる。「亀山社中」は、長州藩が薩摩藩を経由して武器を購入する仲介を果たしたとされてきた（グラバー商会などと取引し、武器や軍艦などの兵器を薩摩藩名義で購入、長州へ渡すなどの斡旋をした）。
こうした通説に対して、2010年代以降は以下のような指摘および主張がなされている。
まず、結成当時龍馬は長崎に不在だった可能性があり、実際に結成に立ち会ったのは近藤長次郎や高松太郎らである。また「亀山社中」という名称も当時付けられたものではなく、「社中」という名乗りが見られるだけである。結成に際しては薩摩藩の小松帯刀が近藤や高松らと同道して長崎入りし、「亀山社中」のメンバーには薩摩藩から一人3両2分が支給された。
グラバー商会から武器を買う交渉をした長州藩の伊藤博文（当時は伊藤俊輔）は後年の回想で「鉄砲を買う方は直接外国人に買った」と述べ、同じく井上馨（当時は井上聞多）は薩摩藩との接触に高松・近藤らの紹介を経たが「薩摩藩」名義の使用は小松帯刀との直接交渉で許しを得たと述べており、一坂太郎は「亀山社中」の取引への関与の度合いを「謎」として、「亀山社中」を商社や株式会社のようにみなす見解を疑問視している。町田明広も、「社中」の実態を「薩摩藩名義で買い上げた軍艦を、薩摩の指示のもとで運航していた土佐の脱藩浪人の集団」として「海軍や商社などとするのは事実誤認」と述べている。
慶応元年7月には近藤が井上聞多とともに小松の帰国に同道し、薩摩藩に1か月近く滞在する間に大久保利通（当時は大久保一蔵）・桂久武・伊地知壮之丞らの要人と話し合った。井上の後年の回想では、このとき近藤は薩摩藩士に対して、薩長が手を結んで幕府を倒し朝廷に政権を戻して国家統一と開国をなすべきと説いたという。
これらを通じて険悪であった薩摩と長州の関係修復を仲介し、1866年3月、薩摩の西郷隆盛（吉之助）・長州の木戸孝允（桂小五郎）を代表とする薩長盟約の締結に大きな役割を果たしたとされる。こうした活動について町田明広は、この時点での近藤らは薩摩藩が小松帯刀を通じて庇護・活用した脱藩浪士集団に過ぎず龍馬の関与もなく、「この段階の社中が、後の龍馬の海援隊に無媒介につながったとする連続性はナンセンスとも言える」と2019年の著書で記している。
近藤は、長州藩が薩摩藩の名義で軍艦を購入して（経費は長州藩持ち）、乗組員の大半は「社中」のメンバーとし長州藩が使わないときは薩摩藩が自由に使えるとする「桜島条約」を井上聞多との間で作成し、薩摩藩の了解を得た。これに従い、慶応元年10月に近藤は長崎で軍艦ユニオン号を購入（代金はグラバーからの借金）・受領し、下関まで回航して長州藩関係者に披露した。だがここで、ただちにユニオン号を長州藩の用船として使いたいとする長州藩と、条約を楯に代金の支払いがない状態では引き渡せないとする近藤が対立する（ユニオン号事件）。別の用件で下関に来た龍馬もこの問題に巻き込まれた。最終的に、長州藩に有利な新条約を結びなおすことで12月に紛争は落着した。町田明広は、この紛争において近藤個人だけではなく「社中」メンバーが結束して長州藩の主張に反対したのではないかとし、「社中の成立は、あくまでもユニオン号の帰属をめぐる中で偶然になされた」としている。翌慶応2年（1866年）1月、近藤長次郎は自害するが理由は諸説ありはっきりしていない。
慶応2年（1866年）5月に鹿児島に入港したユニオン号を譲渡先の長州藩に届けることになり、ここに坂本龍馬が船長として乗り組み、6月4日に出港、14日に下関に到着する。すでに第二次幕長戦争（第二次長州征伐）が開戦しており、長州藩の「乙丑丸」となったユニオン号は、17日に高杉晋作率いる長州艦隊に協力して門司攻撃に参加し長州の勝利に大きく貢献する。このユニオン号運搬を境に坂本龍馬は「土佐脱藩浪士グループを含む旧勝門人グループや旧幕府水夫」らの統率に乗り出して「龍馬社中」と呼べる存在となり、これが「海援隊」につながったと町田明広は主張している。薩長盟約の成立後には薩摩藩側が当初「社中」メンバーに求めた海軍の育成支援の必要性は薄れ（藩自体がそれらの事業に乗り出したため）、これが海運業や開拓といった機能を社中→海援隊が担うようになる契機となったとしている。前記した、薩摩藩から「社中」のメンバー（龍馬ら7名）に一人3両2分の給金が出るようになったのはこの年の10月からである。

### 海援隊
慶応3年（1867年）4月には坂本龍馬の脱藩が許されて隊長となり、土佐藩に付属する外郭機関として「海援隊」と改称される。海援隊は土佐藩の援助を受けたが、基本的には独立しており、脱藩浪人、軽格の武士、庄屋、町民と様々な階層を受け入れ「海援隊約規」には「本藩を脱する者、および他藩を脱する者、海外の志のある者、この隊に入る」「運輸、射利、投機、開拓、本藩の応援」とあり、射利つまり利益の追求が堂々と掲げられていた。会社と海軍を兼ねた組織であり、航海術や政治学、語学などを学ぶ学校でもあった。海援隊は土佐藩の付属団体とされたが、その規約にあるように「出崎官」に属することになっており、本藩の土佐商会(三菱の前身、土佐藩開誠館貨殖局長崎出張所)とはあまり関係がない。
いろは丸沈没事件においては、紀州藩に賠償金を請求する。また慶応3年7月に中岡慎太郎が陸援隊を組織した。
倒幕運動に奔走するが大政奉還、内戦回避の龍馬と薩摩・長州の武力倒幕では意見が相違した。
同年11月15日（12月10日）、龍馬が京都の近江屋で陸援隊隊長の中岡とともに暗殺されると、求心力を失い分裂して戊辰戦争が始まり、長岡謙吉らの一派は天領である讃岐国の小豆島などを占領、菅野覚兵衛らも佐々木高行とともに長崎奉行所を占領し、また小豆島も治めた。長岡兼吉が慶応4年4月土佐藩より二代目海援隊長に任命された。長岡の一派は「梅花隊」に再編となるが、同年閏4月27日（6月17日）には藩命により解散される、土佐藩開成館長崎商会に努めた岩崎弥太郎は海援隊の残務整理を担当した。一方の長崎残留派は長崎遊撃隊を母体とする「振遠隊」に参加。振遠隊の隊長に任命されたのが、元海援隊士の石田栄吉。同じく海援隊からは、野村要助(軍監・司令官)、大山壮太朗(軍監・司令官)、菅野覚兵衛(軍監・司令官)、山本洪堂(医官)ら元隊士が幹部として参加し、奥羽地方の内戦に参加していった。無事長崎に凱旋した振遠隊には論功行賞が、隊長石田栄吉には短刀一振金子２万疋の特勲恩賞を賜る。そして、明治5年（1872）2月20日「振遠隊」解散。海援隊の名残ある団体はここに姿を消した。
龍馬は蝦夷地（北海道）開発事業に着手する計画を持っていたといわれ、のちに親族の坂本直寛が龍馬の遺志を継ぎ明治時代に北海道空知管内浦臼町に入植している。
明治2年（1869年）10月、明治政府が藩営事業を禁止しようとしたため、土佐藩首脳林有造は海運業私商社として、後に三菱財閥の事業の源流となる後の九十九（つくも）商会を立ち上げた。代表は海援隊で操船経験のある土居市太郎と、長崎商会で貿易実務を経験していた中川亀之助、藩の立場から事業を監督するのが岩崎弥太郎だった。

## 主な海援隊士
- 土佐
  - 坂本龍馬 - 海援隊隊長。
  - 沢村惣之丞

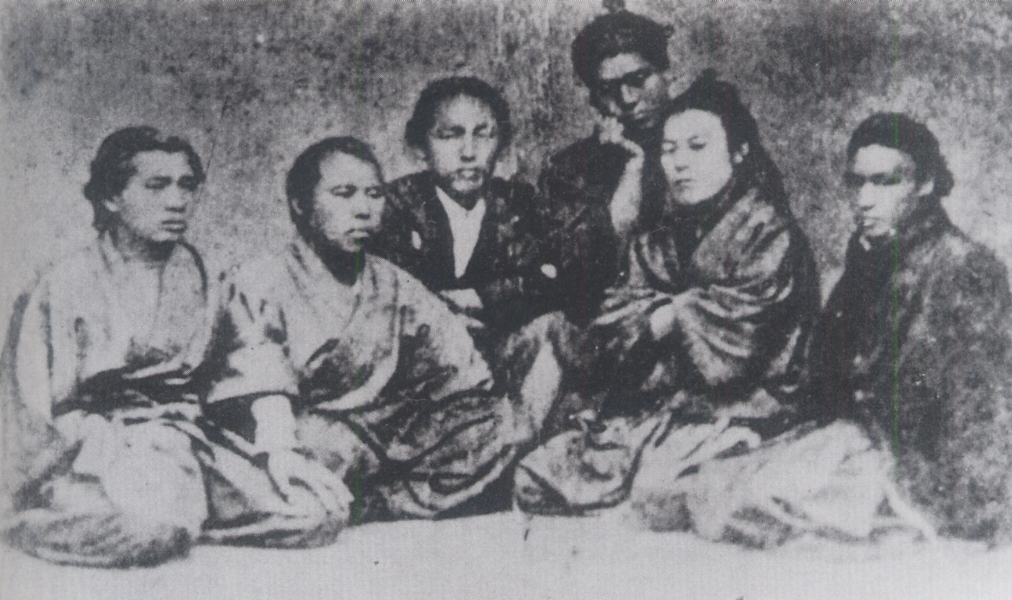
海援隊士集合写真。1867年1月頃撮影

  - 佐々木高行 - 土佐藩上士。戊辰戦争において海援隊の指揮を執った。龍馬死後は戦闘面では実質的に二代目の隊長であった。
  - 長岡謙吉 - 海援隊の事務全般を執り行い、龍馬の死後は二代目の隊長となる。土佐藩の医者の家出身で鳴滝塾にてシーボルトに医学を学んだ経歴を持つ。維新後は三河県知事。
  - 石田英吉 - 医師の家に生まれ緒方洪庵に師事し、医術を学んだ経歴を持つ。維新後は秋田県令・千葉県知事はじめ、多くの県知事職を歴任。海援隊時代の同士であった陸奥宗光が農商務大臣になったとき次官に招かれ、陸奥を補佐した。長岡とともに逸材とされ、「二吉」と賞される。
  - 坂本直（高松太郎） - 龍馬の甥であり、子のなかった龍馬の家を継ぎ坂本直と改名した。
  - 菅野覚兵衛 - 土佐で庄屋業をしていた。維新後海軍少佐。西南戦争時には薩摩に滞在していた。
  - 新宮馬之助 - 龍馬の近所で生まれ、幼馴染。龍馬の姉乙女宛ての手紙に頻繁に名前が出てくる。維新後は海兵団に所属、海軍大尉。
  - 池内蔵太[注釈 2]　
  - 安岡金馬
  - 野村維章（野村辰太郎） - 土佐藩白札格出身で砲術教授役をしていた。明治維新後は佐賀県権参事・参事を歴任後、初代茨城県令に就任。その後、控訴院検事を歴任し、東京控訴院検事長･大阪控訴院検事長。
  - 中島信行（中島作太郎） - 土佐の郷士。維新後、板垣退助とともに自由民権運動を指導した。初代衆議院議長。
  - 近藤長次郎[注釈 2] - 生家は龍馬の家の近くで饅頭屋をやっていた。薩長同盟の時には伊藤博文・井上馨とともに長州藩の軍艦兵器の買い付けに多大な功績があった。長州藩の勧めで英国留学する予定であったが他の同士から脱退をとがめられ、自刃した。
  - 吉井源馬
  - 坂本清次郎（三好清明） - 龍馬の親戚。維新後、自由民権運動に参加。
- 越前
  - 関義臣（山本龍二） - 福井藩士。維新後、大阪府権判事、鳥取県権令、大審院検事、徳島県知事、山形県知事、貴族院議員等を歴任。
  - 渡辺剛八（大山壮太郎、大山重） - 福井藩士。戊辰戦争に参加し、維新後、北海道開拓使に出仕。後に福井県吉田郡長、大飯郡長を務めた。
  - 山本洪堂（復輔、洪輔） - 福井藩医師山本宗平の次男。松本良順門下。大阪精神病院の院長を務めた。息子宗一の後を継いだ、親戚の子供友香は山本病院の初代院長となった。
  - 佐々木栄（三上栄太郎、三上太郎）- 福井藩士。大番組士三上孫太夫の子。
  - 小谷耕蔵 - いろは丸船長
  - 腰越次郎
- 越後
  - 白峰駿馬 - 長岡藩士。維新後、留学し造船術を学ぶ。帰国後、造船所を経営。
  - 橋本久太夫
- 讃岐
  - 佐柳高次 - 咸臨丸太平洋横断時乗組員。
- 紀伊
  - 陸奥宗光 - 紀州藩士。維新後、知事・県令等歴任。その後、農商務大臣・外務大臣。外務大臣として、条約改正・日清戦争講和・三国干渉などにつきすぐれた手腕を発揮した。
- 下関
  - 伊藤助太夫　- 下関の商人。海援隊の活動を支える。
- 長崎
  - 小曽根英四郎 - 長崎の商人でもあり、海援隊の活動を支える。豪商小曽根乾堂の弟。
  - 大浦慶 - 長崎の商人で日本茶輸出貿易の先駆者。海援隊の活動を支える。
  - 中江兆民 - 海援隊士ではなかったが、海援隊宿舎で居候をしていた。後年、当時の龍馬について語っている。

## 運用船舶
- ワイル・ウエフ号
- ユニオン号
- いろは丸
- 大極丸